# Martin-chasseur de Kofiau
Tanysiptera ellioti
Espèce
Statut de conservation UICN

 VU D1 : Vulnérable
Le Martin-chasseur de Kofiau (Tanysiptera ellioti) est une espèce d'oiseau de la famille des Alcedinidae, endémique de l'île de Kofiau (144 km2) en Papouasie occidentale (Indonésie).